# Walter Meanwell
Walter E. Meanwell (Leeds, 26 gennaio 1884 – Madison, 2 dicembre 1953) è stato un allenatore di pallacanestro inglese, membro del Naismith Memorial Basketball Hall of Fame dal 1959.